# Leidy Solís
Leydy Yesenia Solís Arboleda (ur. 17 lutego 1990) – kolumbijska sztangistka. Srebrna medalistka olimpijska z Pekinu.
W 2008  roku zdobyła srebrny medal na igrzyskach olimpijskich w Pekinie. Pierwotnie zajęła czwarte miejsce, medal otrzymała po dyskwalifikacji Chinki Liu Chunhong i Ukrainki Natalii Dawydowej (w 2016) w kategorii wagowej do 69 kilogramów. Brała udział w igrzyskach olimpijskich w Rio de Janeiro, zajmując czwarte miejsce. Zdobyła dwa złote medale mistrzostw świata, w 2017 i 2019. Na igrzyskach panamerykańskich triumfowała w 2007 i 2015. 